# Голосовые складки

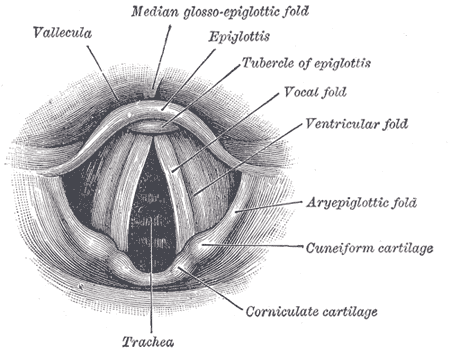
Ларингоскопический вид на голосовые связки

Голосовая складка (лат. plica vocalis) — складка слизистой оболочки гортани, выступающая в её полость, содержащая голосовую связку и голосовую мышцу. Голосовые складки начинаются от голосовых отростков черпаловидных хрящей и прикрепляются на внутренней поверхности щитовидного хряща. Над голосовыми складками, параллельно им, располагаются складки преддверия (ложные голосовые складки).
В профессиональной лексике (и в старых пособиях по логопедии) логопеды часто используют термин голосовые связки или «связки» вместо «складки».

## Анатомия
Различают два вида голосовых складок.

### Истинные голосовые складки

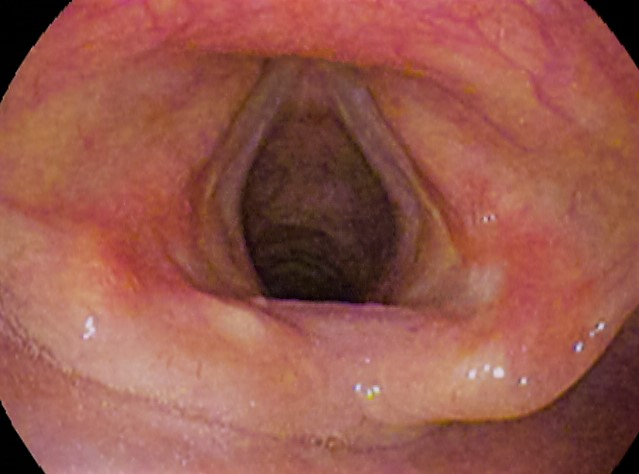
Голосовая складка

Две симметрично расположенные складки слизистой оболочки гортани, выступающие в её полость, содержащие голосовую связку и голосовую мышцу. Истинные голосовые складки имеют особое мышечное строение, отличное от строения других мышц: пучки продолговатых волокон идут здесь в разных взаимно противоположных направлениях, начинаются у края мышцы и оканчиваются в её глубине, вследствие чего истинные голосовые складки могут колебаться как всей своей массой, так и одной какой-либо частью, например, половиной, третью, краями и так далее.

### Ложные голосовые складки
Также называют вестибулярные складки или складки преддверия гортани — две складки слизистой оболочки, которые покрывают подслизистую ткань и небольшой мышечный пучок; в норме ложные голосовые складки принимают некоторое участие при смыкании и размыкании голосовой щели, но они двигаются вяло и не подходят вплотную друг к другу. Ложные голосовые складки приобретают своё значение при выработке ложносвязочного голоса и гортанном пении.
Ложная голосовая щель (лат. rima vestibuli, вестибулярная щель, щель преддверия) — пространство между преддверием гортани и её средней частью, ограниченное преддверными складками.